# Cryptolestes pusillus
Cryptolestes pusillus é uma espécie de insetos coleópteros polífagos pertencente à família Laemophloeidae.
A autoridade científica da espécie é Schoenherr, tendo sido descrita no ano de 1817.
Trata-se de uma espécie presente no território português.